# Savia
La savia (del portugués seiva, este del francés sève, y este del latín sapa “vino cocido”, “arrope”) es el fluido o líquido que circula por los vasos de las plantas pteridofitas y fanerógamas y del cual toman las células las sustancias que necesitan para su nutrición.

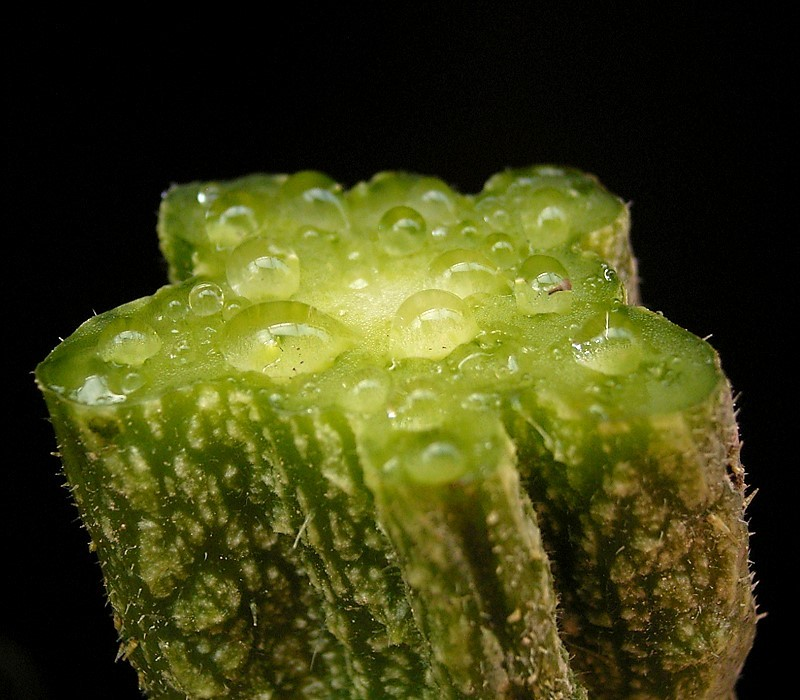
Savia bruta surgiendo de los vasos de conducción de un tallo recién cortado de zapallo (Cucurbita pepo).

Corte transversal de un tallo observado al microscopio para mostrar la localización del xilema (3) y del floema (4).

## Tipos

### Savia bruta
La savia transportada por el xilema (denominada «savia bruta») consiste principalmente en agua, elementos minerales, reguladores de crecimiento y otras sustancias que se hallan en disolución. El transporte de esta savia se realiza desde las raíces de la planta hasta las hojas por los tubos leñosos. En el siglo XX existió una gran controversia acerca del mecanismo de transporte de la savia bruta en la planta; actualmente se considera que toda la evidencia sustenta la teoría de la cohesión-tensión.
Fitorregulador es un producto regulador del crecimiento de las plantas; normalmente se trata de hormonas vegetales (fitohormonas), y sus principales funciones son estimular o paralizar el desarrollo de las raíces y de las partes aéreas.

### Savia elaborada
La savia elaborada es transportada mediante el floema de forma basípeta (desde su lugar de formación, hojas y tallos verdes, hacia la raíz) y está compuesta principalmente por agua, azúcares, fitorreguladores y minerales disueltos. El transporte de la savia en el floema se produce desde las fuentes (el lugar donde los carbohidratos se producen y almacenan) hacia los destinos (lugares de  los carbohidratos se utilizan:). La hipótesis de flujo de presión es el mecanismo generalmente aceptado para explicar el transporte floemático.

### Savia artificial
La savia artificial es una mezcla compuesta principalmente por un tercio de glicerina y dos tercios de agua. Se utiliza para estabilizar flores, hojas y ramitas; conservando su aspecto natural para la elaboración de ramos y otros arreglos florales.